# Mäntysaaret (ö i Lappland)
Mäntysaaret är två öar i sjön Luovijärvi och i kommunen Posio i landskapet Lappland, i den norra delen av Finland, 700 km norr om huvudstaden Helsingfors. Den norra öns area är 0,9 hektar och dess största längd är 130 meter i sydväst-nordöstlig riktning. Den södra är i samma storleksordning.